# Bakerius attenuatus
Bakerius attenuatus là một loài côn trùng cánh nửa trong họ Aleyrodidae, phân họ Aleurodicinae.
Bakerius attenuatus được Bondar miêu tả khoa học đầu tiên năm 1923.